# Herbert Marx
Pour les articles homonymes, voir Marx.
Herbert Marx, né le 16 mars 1932 à Montréal et mort le 19 mars 2020, est un homme politique et juge canadien.

## Biographie

### Formation et début de carrière
Herbert Marx fréquente l'école secondaire Baron Byng, où il dit qu'il a dû changer sa vie après avoir échoué en 9e année. Il a obtenu une maîtrise en littérature anglaise à l'Université de Montréal. Il y a aussi étudié le droit, avant d'entrer au Barreau du Québec en 1968. Il travaille pendant une dizaine d'années comme professeur de droit à l'Université de Montréal.

### Vie politique
Lors de la démission de Victor Goldbloom en 1979, Herbert Marx se porte candidat pour le Parti libéral du Québec lors de l'élection partielle du 26 novembre 1979 dans la circonscription D'Arcy-McGee. Il remporte le siège sans aucune difficulté face au candidat du Parti québécois. Il se représente lors de l'élection de 1981 et de celle de 1985.
Lorsque le Parti libéral est porté au pouvoir en 1985, Robert Bourassa le nomme ministre de la Justice et responsable de la Protection du consommateur et de la Déréglementation. Il occupera par la suite plusieurs autres fonctions dans le cabinet Bourassa. Le 21 décembre 1988, il quitte le gouvernement en raison de son désaccord avec le projet de loi 178 modifiant la Charte de la langue française.